# Magdalena Matschina
Magdalena Matschina (* 23. März 2005) ist eine deutsche Rennrodlerin, die seit der Saison 2024/25 zusammen mit Dajana Eitberger in der Disziplin Doppelsitzer antritt.

## Karriere
Matschina begann 2011 beim SV Bad Feilnbach mit dem Rodeln. Über sechs Jahre lang trat sie im Jugendbereich im Einsitzer an. Mit der Ende 2017 durch das Internationale Olympische Komitee angekündigten Einführung der Disziplin des Doppelsitzers der Frauen für die Olympischen Jugend-Winterspiele 2020 wechselte Matschina zum Doppelsitzer. Von 2017 bis 2022 besuchte Matschina die CJD Christophorusschulen Berchtesgaden.
Ihren ersten internationalen Wettkampf bestritt Matschina zusammen mit Doppelsitzerpilotin Annika Krause in der Saison 2021/22. Vor dem Start der Saison verletzten sich beide bei einem Sturz im Training in Veltins-Eisarena schwer, sodass sie erst beim Saisonfinale in Bludenz wieder zum Einsatz kommen konnten. Zu diesem Zeitpunkt wurde der Weltcup im Doppelsitzer der Frauen Race-in-Race mit dem Junioren-Weltcup ausgetragen. In Bludenz belegten Krause/Matschina den sechsten Platz in der Weltcup-Wertung, was den fünften Platz in der Juniorinnenwertung sowie den vierten Platz in der Junioren-Europameisterschaftswertung bedeutete. Die Wertungsaisonwertung beendete das Doppel mit 50 Punkten auf dem 18. Platz, die Juniorinnen-Doppelsitzerwertung mit 55 Punkten auf Rang 9.

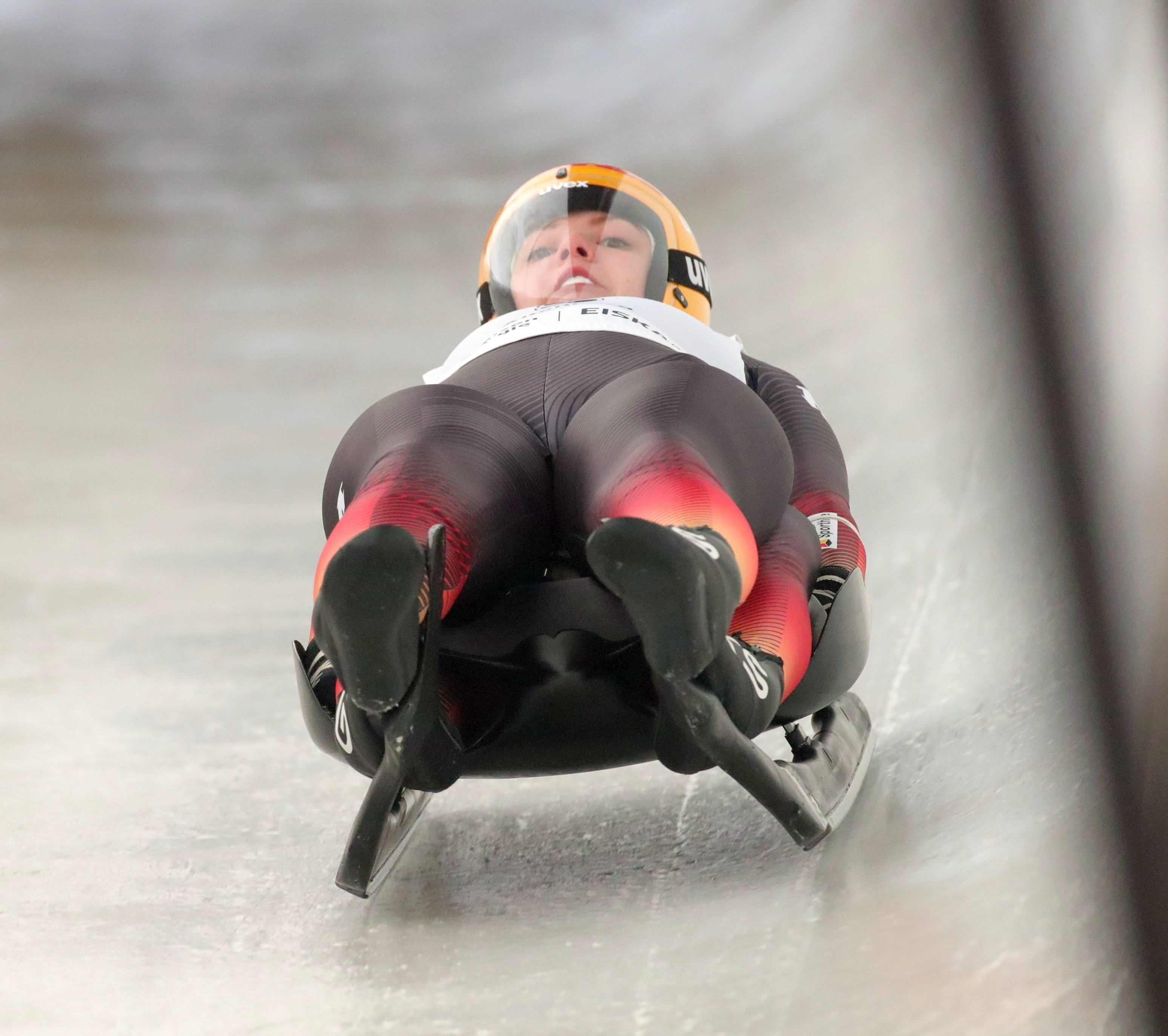
Krause/Matschina bei den Junioren-Europameisterschaften in Altenberg (2022)

Seit 2022 ist Matschina Teil der Spitzensportförderung der Bayerischen Polizei. Die Saison 2022/23 bestritten Krause/Matschina vollständig im Junioren-Weltcup. Beim Saisonauftakt in Lillehammer gelang ihnen im ersten Rennen der Sieg, im zweiten Rennen erreichten sie das Ziel nicht. Es folgten zwei fünfte Plätze in Winterberg und Altenberg – bei letztgenannter Station auch zugleich in der Wertung der Junioren-Europameisterschaft –, ehe sie beim Saisonfinale in Bludenz auf dem dritten Platz ins Ziel kamen. Die Saisonwertung beendeten sie mit 350 Punkten auf dem vierten Platz. Bei den Junioren-Weltmeisterschaften in Bludenz belegten sie ebenso den vierten Platz. Von Bundestrainer Norbert Loch wurden Krause/Matschina für die Rennrodel-Weltmeisterschaften 2023 in Oberhof nominiert. Das Sprintrennen der Weltmeisterschaften beendeten sie auf dem zehnten Platz, in der klassischen Disziplin wurden sie Zwölfte. In der Saison 2023/24 kamen Krause/Matschina zu keinen Renneinsätzen, Annika Krause beendete zudem im Februar 2024 ihre aktive Laufbahn.

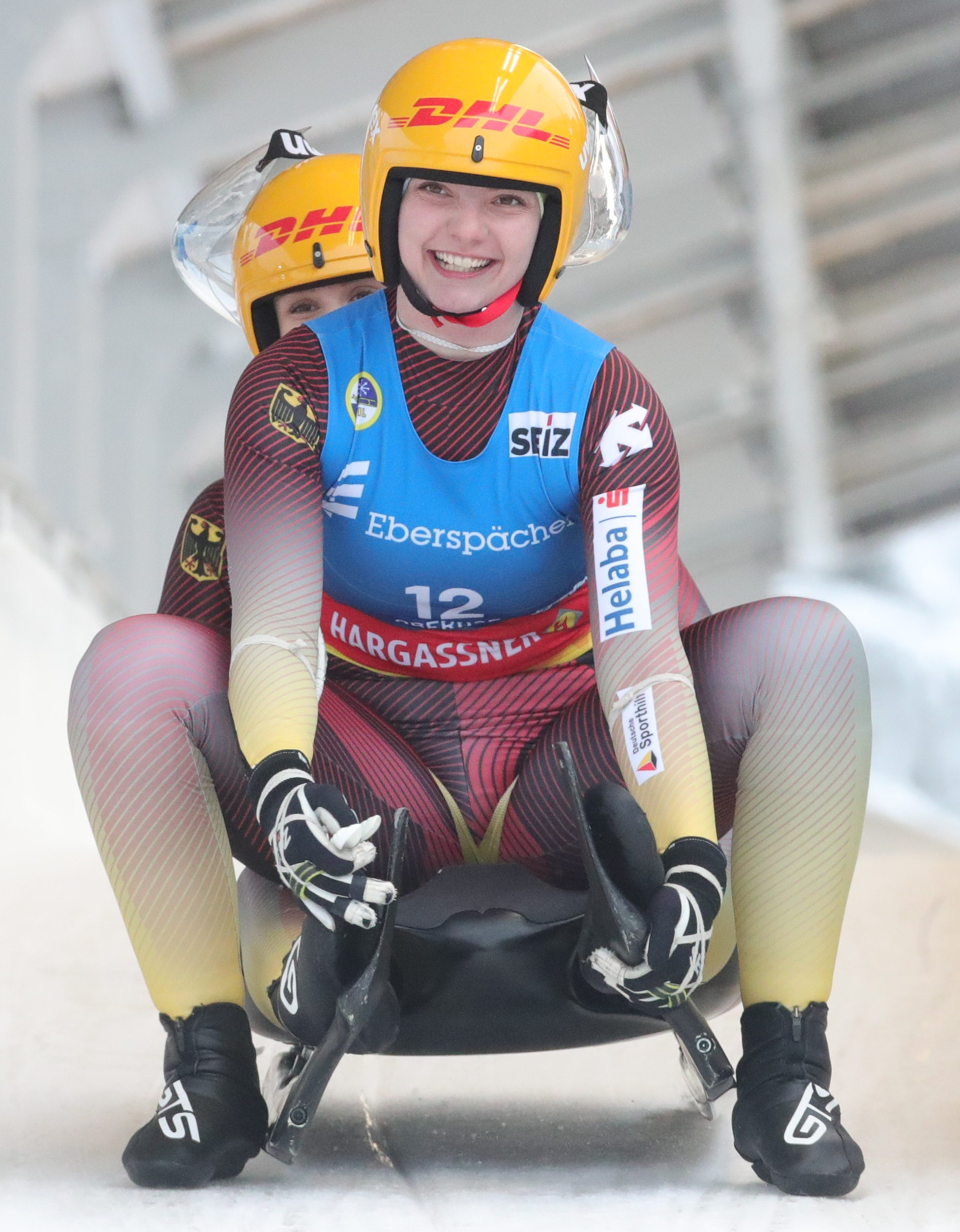
Krause/Matschina bei den Weltmeisterschaften in Oberhof (2023)

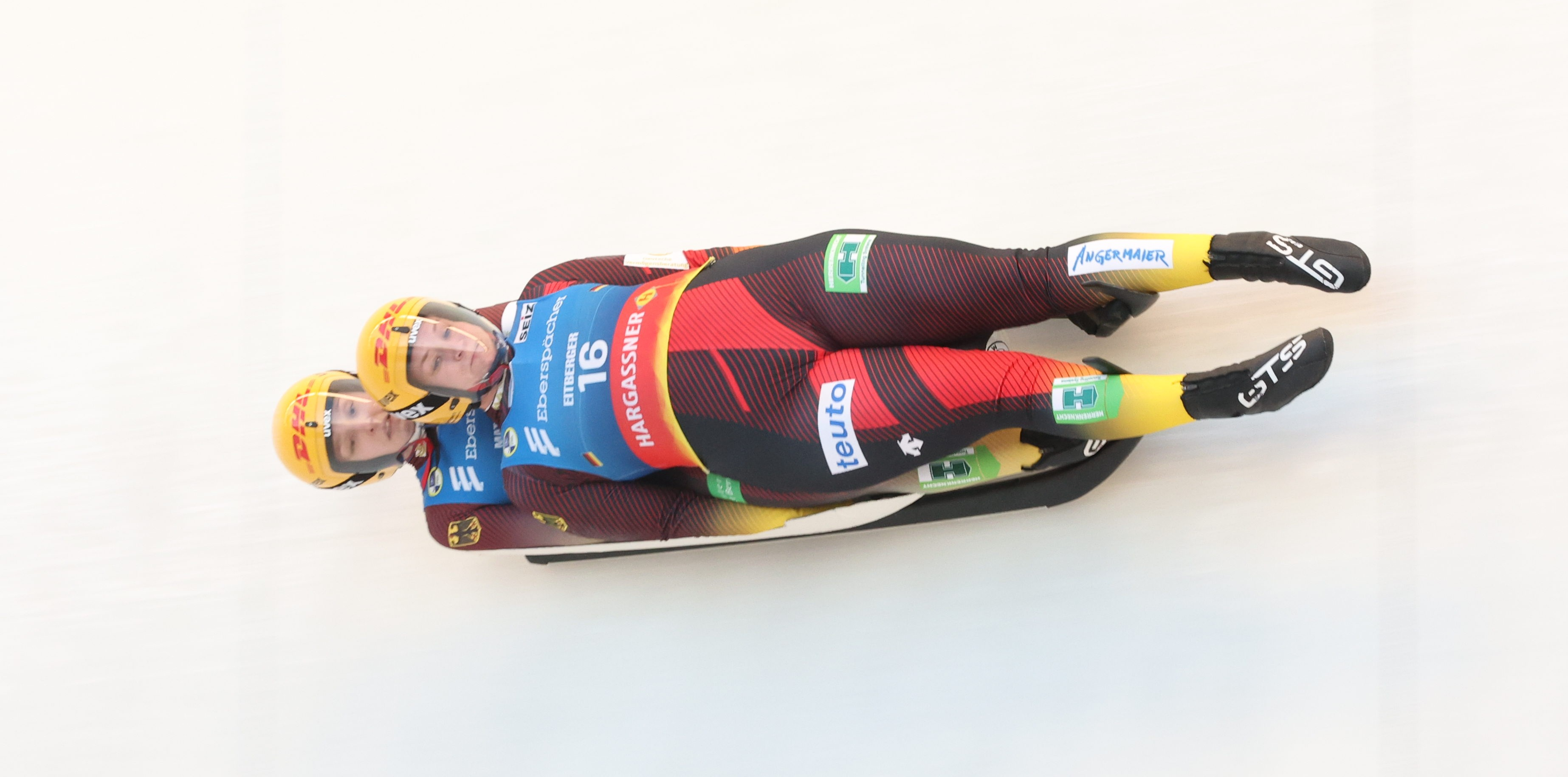
Eitberger/Matschina beim Weltcup in Oberhof (2024)

Anfang Juli 2024 gab der Bob- und Schlittenverband für Deutschland bekannt, dass Dajana Eitberger – die zur Saison 2023/24 vom Einsitzer zum Doppelsitzer gewechselt und zunächst mit Saskia Schirmer angetreten war –, ab der Saison 2024/25 mit Magdalena Matschina antreten werde. Bei den Deutschen Meisterschaften 2024 in Winterberg gewannen Eiterberger/Matschina die Silbermedaille hinter Jessica Degenhardt und Cheyenne Rosenthal. Auch in der Teamstaffel gelang zusammen mit Merle Fräbel, Hannes Orlamünder und Paul Gubitz sowie Max Langenhan der Gewinn der Silbermedaille. Zum Beginn der Weltcupsaison gewannen Eitberger/Matschina den Nationencup von Lillehammer und qualifizierten sich damit für das Weltcuprennen, in welchem sie nach einem Sturz im ersten Lauf nicht das Ziel erreichten. Die anschließende Premiere des Mixed-Weltcups gewannen sie zusammen mit Tobias Wendl und Tobias Arlt. Beim Weltcup von Innsbruck-Igls wurden Eitberger/Matschina Sechste, durch einen Fahrfehler im zweiten Lauf verpassten sie das Podium; auch bei der Weltcupstation Oberhof I kamen sie nach einem Fahrfehler im zweiten Lauf nur auf den siebten Platz – nachdem sie nach dem ersten Lauf noch auf dem Bronzerang lagen. Auch der Start in das Jahr 2025 misslang für Eitberger/Matschina: Beim Weltcup in Sigulda stürzten sie bereits im ersten Lauf und erreichten das Ziel nicht, in Altenberg kamen sie mit schlechten Startzeiten und knapp einer Sekunde Rückstand als Sechste ins Ziel. Eine deutliche Leistungssteigerung zeigten sie beim Weltcup in Winterberg, wo zugleich die Europameisterschaften 2025 ausgetragen wurden. Zwar kamen Eitberger/Matschina mit einem Rückstand von knapp drei Zehntelsekunden auf den Bronzerang ins Ziel, erzielten jedoch mit dem vierten Platz in Weltcup- und Europameisterschaftswertung ihre bis dahin beste Saisonleistung im Doppelsitzer. Eine weitere Leistungssteigerung folgte beim zweiten Weltcupstop in Oberhof, wo sie mit dem dritten Platz die erste Podestplatzierung einfahren konnten; im Mixedrennen wurden sie zusammen mit Orlamünder/Gubitz Vierte. Bei den Weltmeisterschaften 2025 in Whistler gewannen sie in gleicher Besetzung im Mixed Doppelsitzer die Silbermedaille; im Doppelsitzerrennen der klassischen Disziplin fuhren Eitberger/Matschina auf den Bronzerang, mussten sich nur den Österreicherinnen Selina Egle und Lara Kipp sowie ihren deutschen Teamkolleginnen Jessica Degenhardt und Cheyenne Rosenthal geschlagen geben. Auch beim nachfolgenden Weltcup in Pyeongchang gewannen sie die Bronzemedaille in der klassischen Disziplin, ebenso im Mixedrennen zusammen mit Wendl/Arlt. Krankheitsbedingt verzichteten Eitberger/Schirmer auf einen Start beim Saisonfinale in Yanqing, die Gesamtweltcupwertung beendeten sie damit auf dem siebten Rang. 

## Persönliches
Matschina ist mit dem Skeletonpiloten Timm Beiwinkler liiert. Sie lebt in Schönau am Königssee.

## Erfolge
Weltmeisterschaften
- Whistler 2025:  im Mixed Doppelsitzer und  im Doppelsitzer

Deutsche Meisterschaften
- Winterberg 2024:  im Doppelsitzer und in der Teamstaffel

### Gesamtweltcup
| Saison  | Platz | Punkte |
| ------- | ----- | ------ |
| 2021/22 | 18.   | 50     |
| 2024/25 | 7.    | 378    |

### Weltcupsiege
Mixed
| Nr. | Datum            | Ort                   | Bahn                                  |
| --- | ---------------- | --------------------- | ------------------------------------- |
| 1   | 1. Dezember 2024 | Lillehammer, Norwegen | Lillehammer Olympiske Bob- og Akebane |